# Échallens
Échallens, Echallens (hist. Tscherlitz) – miasto i gmina (commune) w zachodniej Szwajcarii, w kantonie Vaud, siedziba administracyjna okręgu (district) Gros-de-Vaud. Leży nad rzeką Talent.

## Demografia
W Échallens mieszka 5731 osób. W 2021 roku 21,8% populacji gminy stanowiły osoby urodzone poza Szwajcarią. 

## Transport
Przez teren miasta przebiega droga główna nr 5.